# Cold Wars
"Cold Wars" is de zeventiende aflevering van het derde seizoen van de sciencefictiondramaserie van NBC : Heroes en de eenenvijftigste in totaal. De aflevering werd voor het eerst in de Verenigde Staten uitgezonden op 23 februari 2009.

## Samenvatting
Aan het begin van de aflevering plannen Matt Parkman, Peter Petrelli en Mohinder Suresh Noah Bennet te drogeren en hem te ondervragen. De scène van de vorige aflevering wordt herhaald, waarin te zien is hoe Noah een café wordt uitgesleept door de drie mannen. Dan nemen ze hem mee naar een hotel, waar Matt zijn telepathische gave gebruikt om Noahs gedachten te lezen en zo te achterhalen hoe Nathan Petrelli's organisatie tot stand gekomen is.
Tijdens de eerste flashback, die vijf weken eerder plaatsvindt, wordt Noah getoond tijdens een ontmoeting met Angela Petrelli. Ze bevestigt dat Primatech ontmanteld is en geeft hem een horloge voor al het harde werk dat hij door de jaren heen heeft verricht. Matt bevestigt dat de drugs beginnen te werken en dat hij spoedig in staat zal zijn de waarheid over de organisatie van Nathan te ontdekken. Maar Suresh wordt bezorgd om de gezondheid van Noah en voert als argument aan dat Matt hem opzettelijk pijn aan het doen is uit wraak voor wat er met Daphne Millbrook is gebeurd. Peter lost de discussie op door erop te wijzen dat Noah al de antwoorden kent, terwijl zij niets weten, en dat ze ermee door moeten gaan. Tijdens een andere flashback die een week na de eerste plaatsvindt, ontdekt Matt dat Nathan alles van tevoren gepland had. Nathan wilde Noahs hulp bij het arresteren van de heroes omdat deze daar al veel ervaring mee had. Tijdens de flashback wordt ook getoond hoe Noah aan Nathan alle uitrusting toont die hij door de jaren heen gebruikt heeft en die hij verborgen houdt in een kamer die op slot zit. Peter vliegt weg om de wapens en de uitrusting te bemachtigen.
Ondertussen raakt Danko ongerust omdat Noah zich niet gemeld heeft en beveelt hij zijn team om hem te gaan zoeken. Nathan is verrast dat ze toezicht houden op Noah, maar Danko onthult ook dat ze hetzelfde doen met hem. Danko zegt dat de familiebanden van Noah en Nathan met Claire en Peter, tegenover wie ze zich niet onbevooroordeeld hebben opgesteld, hun beslissingsvermogen hebben aangetast. In de opslagplaats begint Peter wapens en uitrusting bijeen te rapen; hierbij wordt hij gefilmd door een bewakingscamera waardoor de mensen van de organisatie van Nathan hem in de gaten krijgen. Danko geeft aan zijn manschappen het bevel om er binnen te vallen, maar Peter slaagt erin ze af te leiden met een rookgranaat en vliegt weg met de wapens.
In het hotel waarschuwt Noah de twee te vluchten nu het nog kan aangezien de organisatie van Nathan ongetwijfeld wel naar hem op zoek zal zijn. Suresh gaat ermee akkoord, maar Matt beslist door te gaan met de ondervraging. Tijdens de volgende flashback, die drie weken eerder plaatsvindt, wordt Noah voorgesteld aan Danko en wordt hem Gebouw 26 getoond. Noah is teleurgesteld wanneer Nathan onthult dat Danko de operatie zal leiden, terwijl hij nog zo had gehoopt dat híj dat had mogen doen. Later wordt getoond hoe Noah aan Suresh vraagt om hem te helpen bij zijn opdracht. Matt is razend dat Suresh op voorhand wist van de plannen van Nathans organisatie zonder hem daarvan op de hoogte te stellen, terwijl Suresh beweert dat hij Noah toen niet geloofde. De twee hebben een kort handgemeen, wat hen afleidt waardoor Noah in staat wordt gesteld om te ontsnappen. Peter komt echter net op tijd aan om hem tegen te houden.
Matt besluit meer te weten te komen over Danko, en begint Noahs geest eens te meer te doorploegen. Tijdens een flashback van een week eerder valt te zien hoe Noah bij Danko thuis op bezoek komt. De twee zijn het blijkbaar oneens met elkaar, maar Noah verzekert hem dat hij zijn bevelen zal opvolgen. Peter vliegt weg om Danko te confronteren, terwijl ook getoond wordt hoe Danko's mannen samentroepen voor het hotel. Vóór Danko het bevel kan geven om er binnen te vallen, wordt hij tegengehouden door Peter. Danko probeert Peter zover te krijgen hem neer te schieten om zo zijn punt te bewijzen dat mensen zoals hij gevaarlijk zijn, maar dan komt Nathan toe (Danko is verrast te zien dat deze er zo snel geraakt is). Peter schiet Danko in zijn arm, maar Nathan waarschuwt Peter dat als hij Danko doodt, hij daarmee het doodvonnis zou tekenen van alle mensen met paranormale gaven. Nathan stelt Peter ook op de hoogte van de op handen zijnde raid op Matt en Suresh, wat Peter ertoe brengt weg te vliegen. Vervolgens geeft Danko aan zijn mannen het bevel binnen te vallen.
Wanneer Matt merkt dat Danko's mannen zijn toegekomen, maakt hij aanstalten om Noah te doden, maar Noah beweert dat Daphne nog in leven is. Suresh stelt voor de commando's zo lang mogelijk tegen te houden om zo Matt in staat te stellen Noahs gedachten nog één keer te lezen en daardoor zekerheid te krijgen. Tijdens de laatste herinnering die twee dagen tevoren plaatsvond, zien we hoe Noah de pas gevangengenomen Dahne opzoekt, die zeker nog in leven is, ook al is ze dan gewond. Mohinder slaagt erin verschillende wachters af te leiden, maar wordt uiteindelijk gevangengenomen. Matt besluit Noah niet te doden en wordt eveneens gevangengenomen. Terwijl de wachters hem echter naar het busje brengen, komt Peter aangevlogen, grijpt hij Matt en vliegt hij er met hem vandoor. Nathan gaat naar Suresh toe in diens cel en zegt tegen hem dat hij hem moet helpen om de krachten van de paranormaal begaafden weg te nemen, want dat de overheid anders zou moeten beslissen ze allemaal te doden. Even later vindt Danko dat Nathans persoonlijke betrokkenheid bij de zaak zijn oordeel vertroebelt en vraagt hij aan Noah om hem te helpen om de macht te grijpen over de organisatie. Noah gaat hiermee akkoord, maar later zien we hoe hij Angela Petrelli ontmoet en haar vertelt dat hij er met een nog onbekend doel met succes in geslaagd is Danko's vertrouwen te winnen. Matt en Peter vliegen naar wijlen Isaac Mendez zijn oude loft in New York en Matt schildert de toekomst in een poging om zo Daphne te kunnen vinden. In plaats daarvan maakt hij echter tekeningen van bommen en in één tekening draagt hij een bommengordel. Peter tracht Matt ervan te overtuigen dat hij geen moordenaar is, maar Matt eist een verklaring voor de meest angstaanjagende tekening die hij heeft gemaakt : een vloerschildering van een nucleaire explosie waarbij Washington D.C. verwoest wordt.